# Dichorda albolinearia
Dichorda albolinearia är en fjärilsart som beskrevs av Martyn 1797. Dichorda albolinearia ingår i släktet Dichorda och familjen mätare. Inga underarter finns listade i Catalogue of Life.